# Luiz Carlos Ferreira
Luiz Carlos Ferreira, v dobách své hráčské kariéry známý spíše jako Luizinho (* 22. říjen 1958, Nova Lima), je bývalý brazilský fotbalista. Hrával na pozici obránce.
V dresu brazilské reprezentace hrál na mistrovství světa roku 1982. Na tomto šampionátu byl federací FIFA zařazen i do all-stars týmu. Celkem za národní tým odehrál 34 utkání, v nichž vstřelil 2 branky. (Podle jiných zdrojů 32 utkání)
S Cruzeirem EC vyhrál brazilský pohár (1993).